# Najá
Najá är en ort i Mexiko.   Den ligger i kommunen Oxchuc och delstaten Chiapas, i den sydöstra delen av landet, 800 km öster om huvudstaden Mexico City. Najá ligger 1 515 meter över havet och antalet invånare är 110.
Terrängen runt Najá är lite bergig. Runt Najá är det ganska tätbefolkat, med 75 invånare per kvadratkilometer. I omgivningarna runt Najá växer i huvudsak städsegrön lövskog.